# Damien de Martel
Damien de Martel, Baron von Rénac, Seigneur und ab 1660 Marquis von La Porte und La Chesnardière, (* 1607 in Le Bec-Hellouin
Bec-Hellouin in der Diözese Évreux Frankreich; † 30. April 1681 in Châtres, Frankreich) war ein französischer Aristokrat und Marineoffizier des 17. Jahrhunderts. Der aus einer normannischen Adelsfamilie stammende Damien machte Karriere in der französischen Marine. Mit 30 Jahren war er capitaine de vaisseau (Kapitän zur See) und stieg auf, bis er 1656 den Rang eines Lieutenant-général (Vizeadmiral) der Flotte du Ponant erreichte. Nach mehreren Missionen im Mittelmeer gegen die Barbaresken-Korsaren nahm er am Holländischen Krieg teil. Laut dem Marquis de Villette-Mursay war er „ein tapferer Soldat aber ein schlechter Seemann“. Er geriet in Konflikt mit dem Grafen von Estrées und machte ihn öffentlich für die Niederlagen der alliierten Flotte verantwortlich. Diese Anschuldigungen führten zu seiner Inhaftierung in der Bastille. Nach seiner Freilassung erhielt er nie wieder Befehle.

## Biografie

### Herkunft und Familie
Damien de Martel entstammte einer normannischen Adelsfamilie und war der dritte Sohn von Jacques de Martel, Seigneur von Tenuel, und Marguerite de Tenel. Das Paar heiratete am 5. Januar 1596. Sie hatten drei Söhne:
- René de Martel, Seigneur von Parc;
- Jean de Martel, Seigneur von Clairaye;
- Damien de Martel, Baron von Rénac.

Damien wurde am 4. Juni 1625 als Minderjähriger in den Orden des Heiligen Johannes von Jerusalem aufgenommen, bereiste jedoch nie das Land und legte auch nie seine Gelübde als Ritterbruder des Ordens ab.

### Karriere in der französischen Marine
Über Martels frühe Karriere ist kaum etwas bekannt. 1637 wurde er zum capitaine de vaisseau (Kapitän zur See), 1642 zum Chef d’escadre (Konteradmiral) und 1656 schließlich zum Lieutenant-Général ernannt. Er erreichte damit den höchsten Dienstgrad der französischen Marine zu dieser Zeit.
Damien de Martel heiratete am 2. Juli 1652 in Rennes Judith Champion (* 1629), die älteste Tochter von Charles Champion, Seigneur und Baron von Cicé (1598–1670), königlicher Ratgeber im bretonischen Parlament, und Judith Thevin (1610–1679). 1658 erwarb Damien de Martel die Herrschaft La Porte und umliegende Liegenschaften, darunter das Grand Hôtel de Léouville. 1660 wurde die Herrschaft La Porte zu seinen Gunsten zur Markgrafschaft erhoben.

#### Missionen im Mittelmeerraum und die Candia-Expedition (Juni–Juli 1669)
1664 zeichnete sich der Marquis de Martel auf der sog. Djidjelli-Expedition des Herzogs von Beaufort gegen die Barbaresken-Korsaren aus. Am 24. August 1665 beteiligte er sich – als Kommandant der 66-Kanonen-Schiffs La Princesse mit einer Besatzung von 500 Mann – an Beauforts Kampf gegen ein Geschwader aus Algier bei Cherchell. 1666 nahm er an einer Einsatzfahrt der Ponant-Flotte teil und kommandierte das 54-Kanonen-Schiff Le Dauphin. Martel kommandierte die mit 72 Kanonen bewaffnete Le Courtisan bei der Hilfsexpedition für die seit 1648 von den Osmanen belagerte Stadt Candia. Diese Expedition, die erneut unter dem Kommando des Herzogs von Beaufort stand, verließ Frankreich am 5. Juni 1669. Die Flotte traf sich unterwegs mit der kleinen Flotte aus Rom und Neapel, die unter dem Kommando von Giacomo Kardinal Rospigliosi, dem Neffen des Papstes Clemens IX., stand.

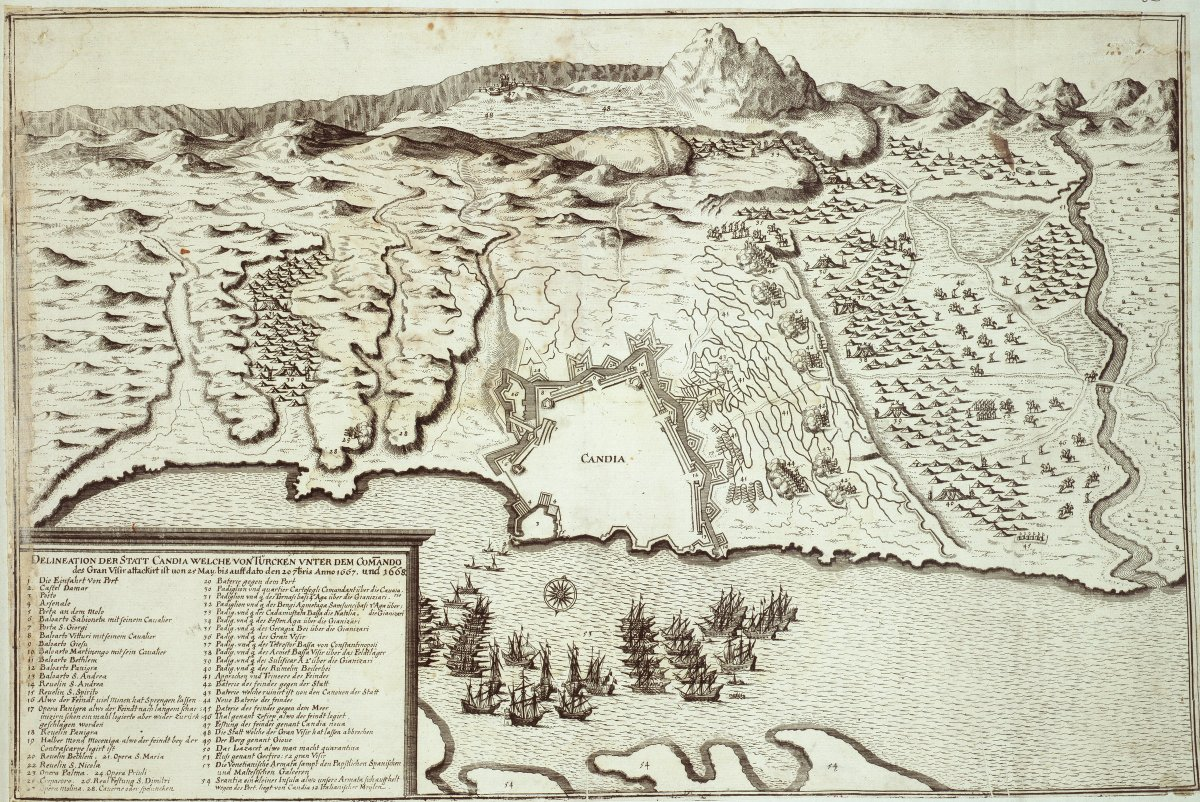
Darstellung der belagerten Stadt Candia um 1667

Die französisch-neapolitanische Flotte, bestehend aus 31 Schiffen und 6.000 Mann, traf am 16. Juni vor Candia ein. Im Juli wurden mehrere Entlastungsangriffe auf den Belagerungsring der Stadt gestartet, bei denen sich Martel auszeichnen konnte und im Bericht des Herzogs von Vivonne an Ludwig XIV. lobend erwähnt wurde.
1670 betraute der König Martel mit dem Kommando über ein Geschwader von zehn Schiffen, um die Barberesken im Mittelmeer erneut anzugreifen. Martel kommandierte bei diesem Einsatz selbst La Thérèse und verließ Anfang Januar Toulon. Der Einsatz dauerte einen Monat, und das Geschwader erreichte das Fort La Goulette. Zu einer Belagerung kam es nicht mehr, da der Gegner um Frieden nachsuchte. In der Folge lieferten die Barbaresken 300 Sklaven, darunter 53 Malteserritter, sowie gekaperte Schiffe aus und Martel schloss im Auftrag von Ludwigs XIV. einen Friedensvertrag. Die Bedingungen waren zwar für die Franzosen im Moment vorteilhaft, jedoch waren die geleisteten Garantien eher schwach. Ludwig XIV. akzeptierte die Bedingungen dennoch, da er plante, seine Flotte für andere Kriegseinsätze vorzuhalten.

#### Holländischer Krieg (1672–1678)

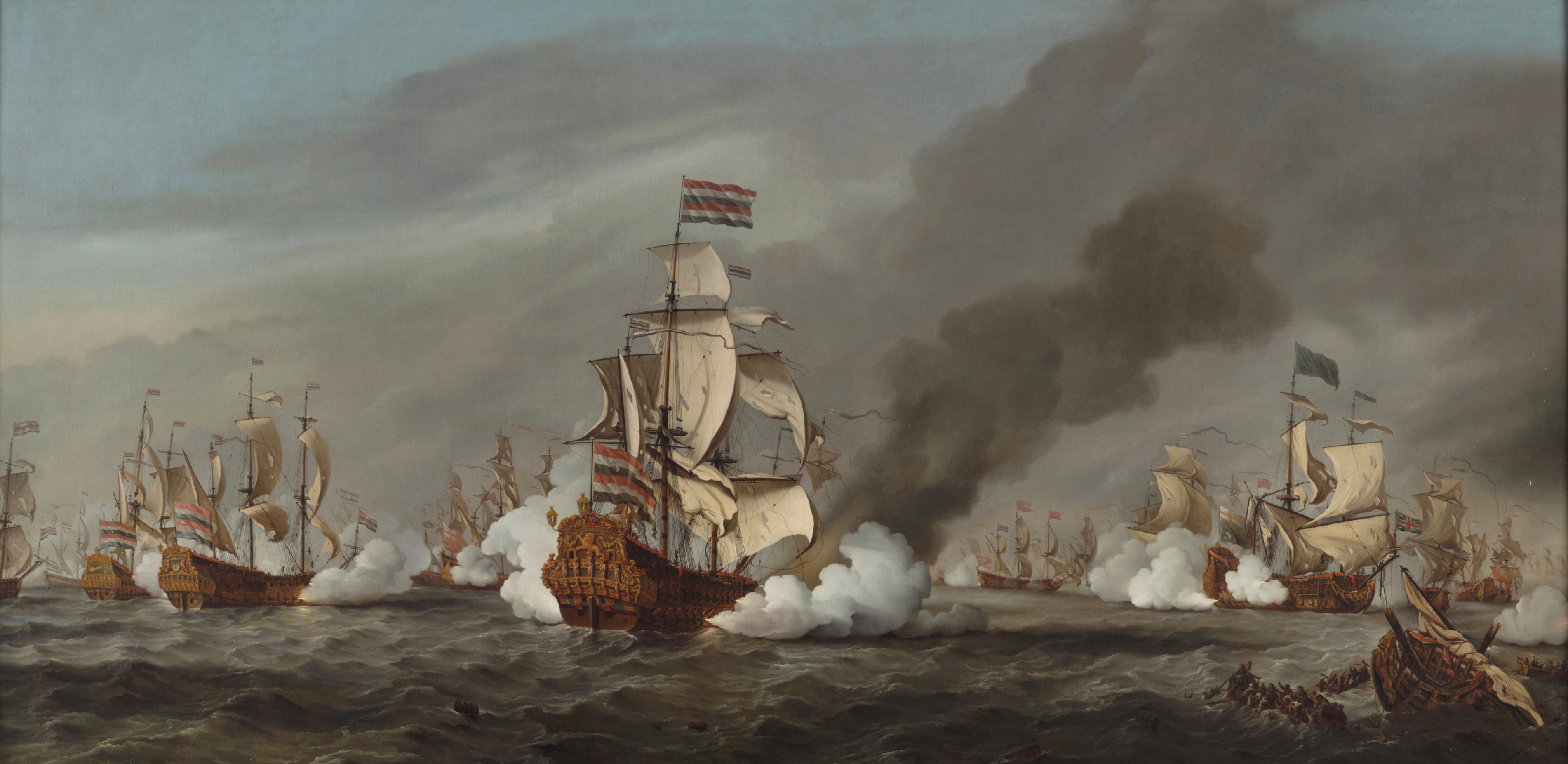
Die Schlacht von Texel von Willem van de Velde dem Jüngeren.

Während des Holländischen Krieges kommandierte Martel eine Division der französisch-britischen Flotte unter der Führung von Ruprecht von der Pfalz und Jean II. d’Estrées. Er nahm an der Zweiten Seeschlacht von Schooneveld am 14. Juni 1673 und an der Seeschlacht vor Texel am 21. August 1673 an Bord der 80-Kanonen-Linienschiffs Royal Thérèse teil.
Während des Feldzugs 1672–1673 geriet Martel dann allerdings in einen heftigen Konflikt mit seinem Vorgesetzten Admiral d’Estrées. In einem Brief, den dieser aus England an den Minister Jean-Baptiste Colbert sandte, beschuldigte er Estrées, „die Nation entehrt“ zu haben. Obwohl Estrées wegen seines zögerlichen Vorgehens auch anderweitig in der Kritik stand, geriet Martel wegen dieser Aussagen zunehmend in die Kritik, zumal er anscheinend Befehle von Estrées verweigert hatte, da er ihn als Vorgesetzten nicht anerkannte.
Am 31. Oktober 1673 wurde Martel daher in der Bastille für fast zwei Jahre inhaftiert.
Auf Befehl des Königs freigelassen, erhielt er anschließend keine weiteren Aufgaben. Er starb am 30. April 1681 in Châtres und wurde am 3. Mai darauf in der Kirche von Autruy im Beisein seiner Söhne Louis Charles Henri de Martel de Rénac und Jean Damien de Martel sowie seines Schwagers Louis Champion, Abt von Cicé, begraben.